# 丹尼遜·彭利拿·尼維斯
丹尼臣·彭利拿·尼維斯（葡萄牙語：Denílson Pereira Neves，1988年2月16日—），常被稱為丹尼臣（Denílson），是一名巴西足球運動員，司職中場，最後效力巴西球會保地花高。他曾担任巴西国家U17足球队的队长。德尼尔森的的特点被描述为“擅长短传和阅读比赛，在保持控球率方面很有效率”。

## 早期生活
德尼尔森是若泽·内维斯和卢西妮·佩雷拉四个儿子中的第二个。他的父亲若泽曾经是巴西北部球队Botafogo的中场球员，但迫于生计而放弃足球。当他们全家搬到圣保罗后，若泽做了15年的保安工作来抚养妻子和儿子们，并把自己喜爱的这项运动教给孩子们。德尼尔森10岁时，母亲因心脏问题去世，临终前告诉德尼尔森，他将成为一个优秀的足球运动员，并“让他父亲和她非常开心”。德尼尔森和他的家人在极度贫困中生存了下来，父母在圣保罗贫民窟充满危险的环境中，竭尽全力把他和兄弟们抚养成人。他们曾多次因为枪战而不敢离开家。德尼尔森许多幼年伙伴都因为卷入毒品交易而丧生。

## 俱乐部生涯

### 圣保罗
德尼尔森从圣保罗开始了自己的职业生涯，并随队赢得2005年南美解放者杯，还击败利物浦夺得2005年世俱杯。然而，当时他在圣保罗基本只是替补，整个赛季只上场12次，其中8次是替补登场。

### 阿森纳

#### 2006–07赛季
2006年8月31日，德尼尔森以340万英镑转会费加盟英格兰豪门阿森纳，穿上曾属于法布雷加斯的15号战袍。这笔交易引起了很大的惊讶，因为德尼尔森并没有多少职业足球经验。阿森纳主帅温格形容他的特点为“介于罗西基和吉尔伯托·席尔瓦之间”。2006年10月17日，德尼尔森首次被选入19人名单，在欧冠中客场挑战俄超劲旅莫斯科中央陆军。他进入了替补阵容，但没有出场。他的首次亮相是2006年10月24日，在联赛杯第三轮对阵西布罗姆维奇的比赛中首发登场。此后他又参加了2006-07赛季的全部联赛杯征程。2006年12月30日他首次在英超替补登场，球队在布拉莫巷0-1不敌谢菲尔德联队。

#### 2007–08赛季
德尼尔森在2007年9月25日联赛杯第三轮对纽卡斯尔联队的比赛中首次为阿森纳破门，帮助球队2-0锁定胜局。良好的表现和进球为他赢得了一份长期合同，2007年10月18日，阿森纳宣布与他续约。2007年10月31日，德尼尔森在3-0击败谢菲尔德联队的联赛杯比赛中，再次凭借远射攻入了阿森纳的第三球。2007年11月24日，他首次在英超首发对阵威根竞技，这位巴西小将出色的表先再次给人留下深刻印象，阿森纳也凭借加拉和罗西基的进球2-0凯旋。2007年12月18日，阿森纳在联赛杯四分之一决赛客场通过加时赛3-2击败布莱克本，德尼尔森吃到了在阿森纳的第一张红牌。

#### 2008–09赛季
由于弗拉米尼、吉尔伯托·席尔瓦和赫莱布等多名有经验的球员离队，德尼尔森得到了更多出场机会，一跃成为球队的绝对主力，整个赛季首发49场，成为队中出场次数最多的球员。2008年8月30日，他收获了自己的第一个英超进球，帮助阿森纳主场3-0击败纽卡斯尔联队。在新任队长法布雷加斯因伤缺阵期间，德尼尔森出色地填补了他的空缺。

#### 2009–10赛季
德尼尔森在本赛季的首场比赛中，便打入了一粒势大力沉的25码远射，率领球队在古迪逊公园6-1大胜埃弗顿。随后他受了背伤，起初看起来并不严重，但情况并非如此。他在赛季的关键阶段缺阵了两个月。11月23日，德尼尔森在主场与标准列日的比赛中复出，远射打入阿森纳的第二球，帮助球队2-0取胜。这也是他第100次为俱乐部披挂上阵。这个赛季，他共打入6个进球，全部都是禁区外远射，包括对阵赫尔城的一粒直接任意球。

#### 2010–11赛季
由于本土新星杰克·威尔希尔的横空出世，加上德尼尔森本人的伤病困扰，他在本赛季出场机会很有限，许多时候是作为替补登场。他在英超中出场16次，其中首发6次；在全部比赛中出场32次，其中首发20次。2011年5月19日，德尼尔森宣布長期以來對母會無力奪冠感失望，要求在夏季轉會期离开阿森纳。如無球會詢價與其返回巴西，也不要在阿仙奴踢球。

### 租借至圣保罗
2011-12赛季，德尼尔森以租借形式返回前俱乐部圣保罗，他的阿森纳15号球衣被交给新加盟的本土小将亚历克斯·奥克斯雷德-张伯伦。
德尼尔森在圣保罗的前三场比赛中被罚下两次，其中第二次是因为辱骂裁判。他随后公开批评那些抱怨圣保罗主教练的球迷，称他们“非常非常恼人”。虽然他随后宣称自己并非恶意，但还是受到许多球迷的反对，并要求他永远不要再为圣保罗效力。

## 国家队生涯
自从进入巴西U-15国家队之后，德尼尔森就入选了所有青年级别的桑巴军团并担任队长。他以队长身份带领巴西U-17国家队获得了2005年U-17世少赛的亚军。2006年11月，德尼尔森被招入巴西国家队参加与瑞士的友谊赛，以顶替阿森纳队友吉尔伯托·席尔瓦因个人原因退出的空缺。然而，他并没有获得上场机会。

## 个人生活
德尼尔森的性格被描述为“非常沉默寡言而有礼貌”，常常被与他的阿森纳前队友吉尔伯托·席尔瓦相比。德尼尔森常常将他的成绩归功于吉尔伯托·席尔瓦，因为他在德尼尔森刚刚由圣保罗搬到伦敦的那段时间，扮演了德尼尔森“父亲”一般的角色。
德尼尔森非常喜爱巴西音乐和桑巴舞蹈。视频网站YouTube上可以看到他与两位阿森纳前队友吉尔伯托·席尔瓦和巴普蒂斯塔一起又唱又跳的视频。德尼尔森进球后常常跑到角旗区对球迷跳桑巴舞庆祝。

## 职业生涯统计

### 俱乐部
| 俱乐部       | 赛季         | 联赛 | 联赛 | 联赛 | 杯赛 | 杯赛 | 杯赛 | 欧战 | 欧战 | 欧战 | 共计 | 共计 | 共计 |
| 俱乐部       | 赛季         | 出场 | 进球 | 助攻 | 出场 | 进球 | 助攻 | 出场 | 进球 | 助攻 | 出场 | 进球 | 助攻 |
| ------------ | ------------ | ---- | ---- | ---- | ---- | ---- | ---- | ---- | ---- | ---- | ---- | ---- | ---- |
| 阿森纳       |              |      |      |      |      |      |      |      |      |      |      |      |      |
| 2006–07      | 10           | 0    | 1    | 8    | 0    | 0    | 1    | 0    | 0    | 19   | 0    | 1    |      |
| 2007–08      | 13           | 0    | 2    | 6    | 2    | 1    | 4    | 0    | 0    | 23   | 2    | 3    |      |
| 2008–09      | 37           | 3    | 7    | 2    | 0    | 0    | 12   | 0    | 0    | 51   | 3    | 7    |      |
| 2009–10      | 20           | 4    | 2    | 1    | 1    | 0    | 7    | 1    | 0    | 28   | 6    | 2    |      |
| 2010–11      | 13           | 0    | 0    | 6    | 0    | 0    | 5    | 0    | 0    | 24   | 0    | 0    |      |
| 职业生涯总计 | 职业生涯总计 | 93   | 7    | 12   | 23   | 3    | 1    | 29   | 1    | 0    | 145  | 11   | 13   |

（更新至2011年1月10日）

## 荣誉

### 俱乐部
圣保罗
- 冠军
  - ：2005年
  - ：2005年

 阿森纳
- 亚军
  - ：2007年、2011年

### 国家队
巴西
- 冠军
  - 南美洲U-17足球錦標賽：2005年
- 亚军
  - 国际足联U-17世界锦标赛：2005年

## 外部連結
- 阿森纳官方网站球员资料（英文） （中文）
- 丹尼遜·彭利拿·尼維斯的X（前Twitter）
- 足球数据库：丹尼臣的球员统计数据